# Сельскохозяйственная биология
«Сельскохозя́йственная биоло́гия» — советский и российский научно-теоретический биологический и сельскохозяйственный журнал, издаваемый РАСХН.

## История

### СССР

#### При Т. Д. Лысенко

Обложка журнала «Яровизация» за июль—август 1935 года

Обложка журнала «Агробиология» № 6 за 1956 год

В 1935—1941 годах издавался под названием «Яровизация». В 1941—1945 годах журнал не издавался. В 1946—1965 годах издавался под названием «Агробиология». В это время издание журнала полностью находилось под контролем Т. Д. Лысенко, бывшего бессменным главным редактором, и его ближайших помощников и последователей, которые выступали в качестве заместителей и секретарей редакции (И. И. Презент, И. Е. Глущенко, И. С. Варунцян, Ф. А. Дворянкин, И. А. Халифман). Даже после того, как в 1954 году была введена редакционная коллегия, она полностью состояла из лысенковцев. По оценке А. Куприянова, «неполный список авторов статей „Яровизации“ насчитывает около четырёхсот человек, „Агробиологии“ — более двух тысяч».
В конце 1940-х — 1960-х годах в связи с тем, что сторонники мичуринской агробиологии стали заниматься «творческим осмыслением» достижений молекулярной биологии, в журнале начали публиковаться переводы статьи и отрывки книг классиков генетики, а также авторизованные и неавторизованные переводы статей о роли ДНК в трансформации пневмококков таких зарубежных учёных, как О. Т. Эвери, К. М. Мак-Леод и М. Мак-Карти, ряд текстов Э. Чаргаффа. Также в порядке полемики была напечатана и критическая рецензия Ш. Ауэрбах на английское издание «Радиационной генетики» Н. П. Дубинина. В журнале публиковались речи И. В. Сталина по вопросам, прямо не связанным с биологией, и официальные документы. Также на страницах издания нашло место большое количество статей, посвящённых почвенной микробиологии.
Первоначальный тираж журнала составлял 5 тысяч экземпляров, хотя уже вскоре составлял порядка 12—13 тысяч. В 1939 году, когда Т. Д. Лысенко был избран действительным членом АН СССР, тираж уже вырос до 20 тысяч экземпляров. В то же время имела место интересная особенность: если в предыдущие годы на последних страницах номеров размещались извинения перед теми читателями, кому журнала могло не хватить, то после расширения тиража редакция была вынуждена уже размещать объявления о распродаже лишних экземпляров. К началу 1940 года тираж снизился до 13—14 тысяч, что возможно и соответствовало количеству подписчиков и читателей. А в послевоенные годы тиражи преимущественно колебались в пределах 8—12 тысяч экземпляров.

#### После Т. Д. Лысенко
С 1966 года — «Сельскохозяйственная биология». Периодичность составляла 6 раз в год. В 1975 году тираж составлял 7500 экземпляров.
В журнале освещались «новейшие достижения в области генетики и селекции растений и сельскохозяйственных животных, микробиологии, биохимии, биофизики, физиологии, вирусологии и других разделов биологической науки».